# Trancas, Puebla
Trancas är en ort i Mexiko.   Den ligger i kommunen Zoquitlán och delstaten Puebla, i den sydöstra delen av landet, 240 km sydost om huvudstaden Mexico City. Trancas ligger 1 922 meter över havet och antalet invånare är 440.
Terrängen runt Trancas är varierad, och sluttar brant västerut. Runt Trancas är det ganska tätbefolkat, med 60 invånare per kvadratkilometer. Närmaste större samhälle är Ajalpan, 14,2 km väster om Trancas. I omgivningarna runt Trancas växer huvudsakligen savannskog.